# Setmana Catalana de 1979
La Setmana Catalana de 1979, va ser la 17a edició de la Setmana Catalana de Ciclisme. Es disputà en 7 etapes del 26 al 30 de març de 1979. El vencedor final fou el belga Claude Criquielion de l'equip Kas-Campagnolo per davant de Faustino Rupérez i Felipe Yáñez.
A última hora alguns equips estrangers no es van presentar per coincidir les dates amb els Tres dies de De Panne. Un dels grans favorits, i campió feia 2 anys, Freddy Maertens, es va trencar el braç a l'etapa d'Andorra.
Claude Criquielion es va poder fer amb el triomf final gràcies al bon temps a la contrarellotge d'Esparraguera.

## Etapes
| Etapa | Data       | Ciutats d'etapa                           | km    | Vencedor de l'etapa          | Líder de la general      |
| ----- | ---------- | ----------------------------------------- | ----- | ---------------------------- | ------------------------ |
| 1a    | 26 de març | Santa Eulàlia de Ronçana – La Llagosta    | 73,0  | Marc Demeyer (BEL)           | Marc Demeyer (BEL)       |
| 2a A  | 27 de març | La Llagosta – Banyoles                    | 105,0 | Jesús Suárez Cueva (ESP)     | Marc Demeyer (BEL)       |
| 2a B  | 27 de març | Banyoles – Prats de Lluçanès              | 125,0 | Dominique Sanders (FRA)      | Dominique Sanders (FRA)  |
| 3a    | 28 de març | Prats de Lluçanès – Arinsal ( Andorra)    | 200,0 | Salvador Jarque Borràs (ESP) | Faustino Rupérez (ESP)   |
| 4a A  | 29 de març | Organyà - Manresa                         | 100,0 | Luis Casas Alonso (ESP)      | Faustino Rupérez (ESP)   |
| 4a B  | 29 de març | Castellví de Rosanes - Esparraguera (CRI) | 21,0  | René Martens (BEL)           | Claude Criquielion (BEL) |
| 5a    | 30 de març | Esparraguera – Sitges                     | 195,0 | René Martens (BEL)           | Claude Criquielion (BEL) |

### 1a etapa[1]
26-03-1979: Santa Eulàlia de Ronçana – La Llagosta, 73,0 km.:
|   | Ciclista                 | Equip               | Temps      |
| - | ------------------------ | ------------------- | ---------- |
| 1 | Marc Demeyer (BEL)       | Flandria-Ca Va Seul | 1h 47' 57" |
| 2 | Jesús Suárez Cueva (ESP) | Kas-Campagnolo      | m. t.      |
| 3 | Willy Teirlinck (ESP)    | Kas-Campagnolo      | m. t.      |

### 2a etapa A[1]
27-03-1979: La Llagosta – Banyoles, 105,0 km.
|   | Ciclista                 | Equip               | Temps      |
| - | ------------------------ | ------------------- | ---------- |
| 1 | Jesús Suárez Cueva (ESP) | Kas-Campagnolo      | 2h 46' 46" |
| 2 | Marc Demeyer (BEL)       | Flandria-Ca Va Seul | m. t.      |
| 3 | Miguel María Lasa (ESP)  | Moliner-Vereco      | m. t.      |

### 2a etapa B[1]
27-03-1979: Banyoles – Prats de Lluçanès, 125,0 km.:
|   | Ciclista                 | Equip          | Temps      |
| - | ------------------------ | -------------- | ---------- |
| 1 | Dominique Sanders (FRA)  | Teka           | 3h 43' 23" |
| 2 | Miguel María Lasa (ESP)  | Moliner-Vereco | m. t.      |
| 3 | Claude Criquielion (BEL) | Kas-Campagnolo | + 13"      |

### 3a etapa[2]
28-03-1979: Prats de Lluçanès – Arinsal, 200,0 km.:
|   | Ciclista                       | Equip                | Temps      |
| - | ------------------------------ | -------------------- | ---------- |
| 1 | Salvador Jarque Borràs (ESP)   | Transmallorca-Flavia | 6h 52' 50" |
| 2 | Rafael Ladrón de Guevara (ESP) | Kas-Campagnolo       | m. t.      |
| 3 | Faustino Rupérez (ESP)         | Moliner-Vereco       | + 9"       |

### 4a etapa A[3]
29-03-1979: Organyà - Manresa, 100,0 km.:
|   | Ciclista                 | Equip               | Temps      |
| - | ------------------------ | ------------------- | ---------- |
| 1 | Luis Casas Alonso (ESP)  | CR-Atun Tam         | 2h 35' 22" |
| 2 | Marc Demeyer (BEL)       | Flandria-Ca Va Seul | m. t.      |
| 3 | Jesús Suárez Cueva (ESP) | Kas-Campagnolo      | m. t.      |

### 4a etapa B[3]
29-03-1979: Castellví de Rosanes - Esparreguera (CRI), 21,0 km.:
|   | Ciclista                 | Equip               | Temps   |
| - | ------------------------ | ------------------- | ------- |
| 1 | René Martens (BEL)       | Flandria-Ca Va Seul | 28' 53" |
| 2 | Jesús Manzaneque (ESP)   | CR-Atun Tam         | + 08"   |
| 3 | Claude Criquielion (BEL) | Kas-Campagnolo      | + 11"   |

### 5a etapa[4]
30-03-1979: Esparreguera – Sitges, 195,0 km.:
|   | Ciclista                | Equip               | Temps      |
| - | ----------------------- | ------------------- | ---------- |
| 1 | René Martens (BEL)      | Flandria-Ca Va Seul | 5h 46' 36" |
| 2 | Marc Demeyer (BEL)      | Flandria-Ca Va Seul | + 11"      |
| 3 | Daniele Tinchella (ITA) | Teka                | m. t.      |

## Classificació General
|    | Ciclista                       | Equip                | Punts       |
| -- | ------------------------------ | -------------------- | ----------- |
| 1  | Claude Criquielion (BEL)       | Kas-Campagnolo       | 24h 04' 38" |
| 2  | Faustino Rupérez (ESP)         | Moliner-Vereco       | + 34"       |
| 3  | Felipe Yáñez (ESP)             | Novostil-Helios      | + 2' 03"    |
| 4  | Juan Fernández Martín (ESP)    | Kas-Campagnolo       | + 2' 21"    |
| 5  | Alberto Fernández Blanco (ESP) | Moliner-Vereco       | + 2' 32"    |
| 6  | Manuel Esparza (ESP)           | Teka                 | + 2' 50"    |
| 7  | Rafael Ladrón de Guevara (ESP) | Kas-Campagnolo       | + 5' 08"    |
| 8  | Salvador Jarque Borràs (ESP)   | Transmallorca-Flavia | + 5' 13"    |
| 9  | Pedro Torres (ESP)             | Transmallorca-Flavia | + 5' 15"    |
| 10 | Miguel María Lasa (ESP)        | Moliner-Vereco       | + 5' 18"    |